# Otto Bolesławowic
Otto Bolesławowic (n. 1000 – d. 1033) a fost un membru a Casei Piast. A fost al treilea fiu a lui Boleslav I, însă al doilea fiu născut cu a treia sa soție Emnilda, fiica lui Drabromir, un prinț slav din Lusatia.

## Viața
Otto a fost cel mai mic copil al părinților săi, fiind numit după împăratul Otto al III-lea, care probabil a fost nașul său. În 1018 el a asistat la a patra și ultima căsătorie a tatălui său cu Oda de Meissen din Czicizani.
După moartea tatălui său în 1025, Otto s-a așteptat să obțină o parte din teritoriile din testamentul lui Boleslav I, potrivit obiceiului slavic, prin care tatăl trebuie să-și împartă moștenirea tuturor fiilor săi. Cu toate acestea, deoarece Polonia a devenit un Regat, țara nu a putu fi împărțită, iar în consecință Otto nu a primit nimic din moștenire. Singurul moștenitor și succesor a lui Boleslav I a fost Mieszko al II-lea Lambert, fiul cel mare a acestuia din prima căsătorie cu Emnilda.
Împreună cu Otto, si Bezprym, fratele său vitreg, a fost dezmoștenit. Bezprym a fost fiul lui Boleslav conceput cu a doua sa soție, prințesa maghiară Judith, care a fost repudiat la scurt timp după ce s-a născut.
La scurt timp, Mieszko al II-lea a preluat guvernarea Poloniei și i-a expulzat sau i-a forțat pe ceilalți frați ai săi să fuga din țară. Otto s-a mutat în Germania, probabil la Meissen, la curtea surorii sale Regelinda. În 1031, atacul Rusiei și a forțelor germane a dus la căderea lui Mieszko al II-lea, care a trebuit să fugă în Boemia. Guvernul a fost preluat de Bezprym, ceea ce a provovat resentimente lui Otto. Ca urmare, în prima jumătate a anului 1032, Bezprym a fost ucis într-un complot organizat de către frații săi vitregi.
Pe 7 iulie 1032, împăratul Conrad al II-lea din Merseburg a împărțit Polonia între Mieszko al II-lea și Otto, cât și verișorului lor Dytryk (nepotul lui Mieszko I și a celei de-a treia soție, Oda).
Otto a murit în 1033 din cauze naturale, sau ucis de proprii săi vasali. Locul lui de înmormântare este necunoscut.
1. ↑  Otto Bolesławowic, MAK